# Бобылево (Ярославская область)
Бобылево — деревня Арефинского сельского поселения Рыбинского района Ярославской области.
Деревня расположена к юго-востоку от центра сельского поселения села Арефино. Её основная улица протянулась вдоль левого, западного берега реки Саха, левого притока Ухры. Ниже Бобылево, к северу  стоит деревня Бакуново, к ней по берегу реки идёт дорога, связывающая деревню с миром. В южном направлении от деревни идут две тропы, выходящие к древням Поповское, и Долгий Луг. Деревня окружена лесами, небольшие поля расположены только вокруг деревень. Особенно большой лесной массив расположен к востоку от деревни. Он протянулся на расстояние около 6 км вплоть до долины левого притока Ухры, который носит такое же название Саха, как и река, на которой стоит деревня. Долина этой реки находится в Тутаевском районе Ярославской области .
Деревня Бобылева обозначена на плане Генерального межевания Рыбинского уезда 1792 года.
На 1 января 2007 года в деревне Бобылево числилось 2 постоянных жителя . Почтовое отделение, расположенное в деревне Ананьино обслуживает в деревне Бобылево 2 дома .